# سيرهي هورودينيشوف
سيرهي هورودينيشوف (بالأوكرانية: Городнічов Сергій)‏ (مواليد 31 يناير 1970) هو ملاكم أوكراني، مثّل بلاده في الألعاب الأولمبية الصيفية 1996.

## روابط خارجية
سيرهي هورودينيشوف على موقع بوكس ريك (الإنجليزية) (registration required)
- سيرهي هورودينيشوف على موقع اللجنة الأولمبية الدولية (الإنجليزية)
- سيرهي هورودينيشوف على موقع أوليمبيديا (الإنجليزية)